# Cinta de rasgado
Una cinta de rasgado es una cinta de plástico o cartón que tiene la función de facilitar la apertura del embalaje. 
La cinta de rasgado se pega en onduladora en la cara interior de una plancha de cartón ondulado que formará el embalaje. Para su utilización, se troquela un corte vertical en el punto de ataque. Se utiliza sobre todo para productos de gran consumo: alimentación, droguería, perfumería, etc.
Entre las ventajas que presenta la cinta de rasgado frente a otros sistemas de apertura figuran las siguientes:
- No perjudica la resistencia de la caja al no implicar precortes transversales ni orificios en su estructura.
- Proporciona un corte uniforme alrededor de la caja por lo que el fabricante puede mostrar los mensajes en un lugar exacto sin sufrir modificaciones.
- Convierte un embalaje convencional en una bandeja con altura uniforme.
- Proporciona un corte más limpio que los sistemas convencionales de precorte.

Para la apertura de una caja americana, se utiliza una sola cinta de rasgado colocada alrededor de la caja. Sin embargo, para usarla sobre una Wrap Around se necesitan dos cintas que se colocan longitudinalmente en dos de paneles alternos. Su posición debe ser muy precisa pues al formar la caja deben quedar a la misma altura. 
Si la cinta se introduce entre un papel cara y la onda, su función será la de reforzar una sección longitudinal del embalaje que hará las funciones de asa. Se utiliza para el movimiento de productos pesados que carga el consumidor: botellas de aceite o de vino, detergentes, etc.
- Datos: Q5769754